# Köln 99ers
El Köln 99ers fue un equipo de baloncesto alemán con sede en la ciudad de Colonia, que compitió hasta 2009 en la BBL, la máxima división de su país. Disputaba sus partidos en el GEW Energy Dome, con capacidad para 3,200 espectadores, y ocasionalmente en el Kölnarena, con capacidad para 18,000 espectadores.

## Historia
El club se fundó en 1999 bajo el nombre de Cologne 99ers, tras la fusión de los clubes Köln BasCats y DJK Köln-Nord. En 2001, cambió su nombre por RheinEnergie Köln, ya que el club estaba patrocinado por la compañía eléctrica alemana Rheinenergie.
En el verano de 2001, adquirió la licencia para jugar en la BBL del Rhöndorfer TV, equipo recién ascendido.
Posee 3 Copas de Alemania (2004, 2005 y 2007), 1 Bundesliga (2006) y 1 Supercopa de Alemania (2006). El equipo consiguió llegar 4 veces a los octavos de final de la Copa ULEB (2003, 2004, 2005 y 2008) y 1 vez a los cuartos de final de la FIBA EuroCup (2006), además de participar en la Euroliga (temporada 2006-07), logrando sólo vencer 2 de los 12 partidos que disputó.
En julio de 2009, tras quedar 15º en la BBL, el club se declaró en quiebra debido a graves problemas financieros, teniendo que jugar los siguientes años en competiciones inferiores.

## Registro por temporadas
| Temporada | División | Liga         | Posición | Playoffs         | Copa de baloncesto de Alemania | Competición europea                     |
| --------- | -------- | ------------ | -------- | ---------------- | ------------------------------ | --------------------------------------- |
| 2001–02   | 1        | Bundesliga   | 3º       | Subcampeón       | –                              | –                                       |
| 2002–03   | 1        | Bundesliga   | 4º       | Cuartos de final | –                              | 2 Juega Copa ULEB - Octavos de final    |
| 2003–04   | 1        | Bundesliga   | 6º       | Cuartos de final | Campeón                        | 2 Juega Copa ULEB - Octavos de final    |
| 2004–05   | 1        | Bundesliga   | 3º       | Cuartos de final | Campeón                        | 2 Juega Copa ULEB - Octavos de final    |
| 2005–06   | 1        | Bundesliga   | 3º       | Campeón          | –                              | 3 Juega FIBA EuroCup - Cuartos de final |
| 2006–07   | 1        | Bundesliga   | 5º       | Semifinales      | Campeón                        | 1 Juega Euroliga - Fase de grupos       |
| 2007–08   | 1        | Bundesliga   | 10º      | –                | –                              | 2 Juega Copa ULEB - Last-32             |
| 2008–09   | 1        | Bundesliga   | 15º      | –                | –                              | –                                       |
| 2013–14   | 5        | 2.Regionliga | 1        | Asciende         | –                              | –                                       |
| 2014–15   | 4        | 1.Regionliga | 1        | Asciende         | –                              | –                                       |
| 2015–16   | 2        | ProA         | 13       | –                | –                              | –                                       |
| 2016–17   | 2        | ProA         | 8        | Cuartos de final | –                              | –                                       |

## Köln 99ers en competiciones europeas
Copa ULEB 2002-03
| Fase de grupos   | Generali Group Trieste | RheinEnergie Köln    | 86-88 | 84-80 |  |
| Fase de grupos   | RheinEnergie Köln      | Darussafaka Istanbul | 98-60 | 89-66 |  |
| Fase de grupos   | RheinEnergie Köln      | Elan Chalon          | 86-76 | 91-85 |  |
| Fase de grupos   | KRKA Novo Mesto        | RheinEnergie Köln    | 85-75 | 87-83 |  |
| Fase de grupos   | RheinEnergie Köln      | Adecco Estudiantes   | 79-74 | 87-66 |  |
| Octavos de final | RheinEnergie Köln      | Pamesa Valencia      | 72-76 | 93-84 |  |

Copa ULEB 2003-04
| Fase de grupos   | RheinEnergie Köln | Superfund Kapfenberg | 85-73 | 90-92 |  |
| Fase de grupos   | Auna Gran Canaria | RheinEnergie Köln    | 90-63 | 62-77 |  |
| Fase de grupos   | RheinEnergie Köln | KK Atlas Belgrade    | 66-64 | 86-89 |  |
| Fase de grupos   | RheinEnergie Köln | Caprabo Lleida       | 65-69 | 88-65 |  |
| Fase de grupos   | KK Zadar          | RheinEnergie Köln    | 73-75 | 78-75 |  |
| Octavos de final | RheinEnergie Köln | Metis Varese         | 81-70 | 81-62 |  |

Copa ULEB 2004-05
| Fase de grupos   | RheinEnergie Köln | EiffelTowers      | 99-73 | 68-93 |  |
| Fase de grupos   | Liège             | RheinEnergie Köln | 71-72 | 96-84 |  |
| Fase de grupos   | RheinEnergie Köln | Le Mans           | 72-64 | 79-78 |  |
| Fase de grupos   | KK Hemofarm       | RheinEnergie Köln | 93-83 | 85-84 |  |
| Fase de grupos   | RheinEnergie Köln | BK Ventspils      | 81-87 | 89-75 |  |
| Octavos de final | RheinEnergie Köln | BK Ventspils      | 93-77 | 90-58 |  |

FIBA EuroCup 2005-06
| 1ª Fase          | RheinEnergie Köln | Basket Groot Leuven | 69-63 | 75-79 |       |  |
| 1ª Fase          | Gran Canaria      | RheinEnergie Köln   | 74-72 | 78-66 |       |  |
| 1ª Fase          | RheinEnergie Köln | KK Zadar            | 74-49 | 75-67 |       |  |
| 2ª Fase          | RheinEnergie Köln | Dinamo Moscú Region | 75-73 | 79-85 |       |  |
| 2ª Fase          | Cantù             | RheinEnergie Köln   | 74-79 | 95-70 |       |  |
| 2ª Fase          | RheinEnergie Köln | Maroussi Honda      | 69-73 | 57-55 |       |  |
| Cuartos de Final | BC Kyiv           | RheinEnergie Köln   | 87-85 | 69-62 | 71-64 |  |

Euroliga 2006-07
| Fase de grupos | Dinamo Moscú      | RheinEnergie Köln  | 75-68  | 82-96 |
| Fase de grupos | RheinEnergie Köln | Efes Pilsen        | 68-82  | 91-76 |
| Fase de grupos | RheinEnergie Köln | Tau Cerámica       | 70-102 | 97-68 |
| Fase de grupos | Climamio Bolonia  | RheinEnergie Köln  | 86-90  | 78-90 |
| Fase de grupos | RheinEnergie Köln | Prokom Trefl Sopot | 84-80  | 72-61 |
| Fase de grupos | RheinEnergie Köln | Le Mans            | 73-79  | 69-60 |
| Fase de grupos | RheinEnergie Köln | Olympiacos         | 81-88  | 77-73 |

Copa ULEB 2007-08
| Fase de grupos | RheinEnergie Köln   | Elan Chalon       | 94-84 | 81-87 |  |
| Fase de grupos | Besiktas Cola Turka | RheinEnergie Köln | 79-60 | 62-73 |  |
| Fase de grupos | BK Ventspils        | RheinEnergie Köln | 88-73 | 84-78 |  |
| Fase de grupos | RheinEnergie Köln   | FMP               | 89-82 | 75-65 |  |
| Fase de grupos | Ovarense Aerosoles  | RheinEnergie Köln | 78-81 | 97-90 |  |
| Last-32        | RheinEnergie Köln   | Khimki            | 72-91 | 96-69 |  |

## Jugadores de Köln 99ers que han jugado en la NBA
- Toby Bailey Alero - Phoenix Suns (1999-2000)
- Derrick Byars Alero - San Antonio Spurs (2012)
- Bill Edwards Alero - Philadelphia 76ers (1994)
- Marcin Gortat Pívot - Orlando Magic (2008-2019), Phoenix Suns (2010-2013), Washington Wizards (2013-actualidad)
- Devin Green Alero - Los Angeles Lakers (2005-2006)
- Geert Hammink Pívot - Orlando Magic (1994-1995), Golden State Warriors (1996)
- Alvin Jones Ala-Pívot / Pívot - Philadelphia 76ers (2001-2002)
- Mario Kasun Pívot - Orlando Magic (2004-2006)
- Tibor Pleiß Pívot - Utah Jazz (2015-2016)
- Terrence Rencher Base - Miami Heat (1995-1996), Phoenix Suns (1996)

## Palmarés
- BBL: 1

2006
- Copa de Alemania: 3

2004, 2005 y 2007
- Supercopa de Alemania: 1

2006

## Jugadores destacados
| - Joaquim Gomes - Edin Bavčić - Jovan Janjić - Filip Kukić - Elvir Ovčina - Loasa Botefa - Mario Kasun - Jasmin Catović - Danilo Smigić - Janar Talts - Stephen Arigbabu - Stephan Baeck - Michael Baier - Guido Grünheid - Philipp Hartwich - Gregor Linke - Jörg Lutzke - Sebastian Machowski - Davis Martens - Christian Mehrens - Joel Mondo | - Ademola Okulaja - Tibor Pleiß - Björn Schoo - Philipp Schwethelm - Johannes Strasser - Tibor Taras - Gerrit Terdenge - Drazan Tomic - Tim van der Velde - Marvin Willoughby - Stevan Milošević - Nikola Vučurović - Geert Hammink - Marcin Gortat - Marko Jovanović - Aleksandar Nađfeji - Stefan Nikolić - Saša Obradovic - Slobodan Rajić - Mlađen Šljivančanin - Vukajlo Vulević | - Toby Bailey - Ronnie Burrell - Bill Edwards - Jamon Gordon - Devin Green - Brian Greene - Jamil Greene - Clint Harrison - Jeremy Hunt - Titus Ivory - Kennyetta Johnson - Michael-Hakim Jordan - Demond Mallet - Immanuel McElroy - Glen McGowan - Darren McLinton - Derek Raivio - Terrence Rencher - Curtis Sumpter - Julian Terrell - Robert Turner | - Zoran Kukic - Nedžad Sinanović - Marko Kešelj - Jonathan Malu - Stipo Papić - Ante Samodol - Raed Mostafa - Savo Milovic - Babis Douloudis - Yassin Idbihi - Milko Bjelica - Misan Nikagbatse - Zarryon Fereti - Vladimir Bogojevič - Marko Pešić - Marcus Faison - Derrick Byars - Alvin Jones |